# Aphex Twin
Ри́чард Дэ́вид Джеймс (англ. Richard David James, род. 18 августа 1971, Лимерик, Манстер), более известный под псевдонимом Aphex Twin — ирландский и британский композитор, диджей и музыкальный продюсер, специализирующийся на жанрах техно, эмбиент, эйсид, драм-н-бейс, дрилл-н-бейс, IDM.

## Биография
Родился в 1971 году в ирландском городе Лимерик в семье валлийцев Лорны и Дерека Джеймсов (Lorna, Derek James), провёл своё детство в Корнуолле. С раннего возраста Ричард любил поэкспериментировать с электроникой. Уже в двенадцать лет он достиг определённых успехов на этом поприще. Оборудование первых экспериментов — Casio FZ-10M, DX-100, SH-101, Quadraverb, Atari 520ST различные клавиши, 8 вертушек, один занятый микшер.
Позднее, когда он стал диджеем, его любовь к шуму не утихла. На одно из выступлений он принёс наждачную бумагу вместе с пластинками. Те немногие, кто оставались в зале, выбежали наружу, не вынеся ужасающих звуков. «А какая разница? Мне и так заплатили… Я играл наждачную бумагу в Нью-Йорке, кстати, и люди там танцевали…» — оправдывался потом Джеймс. Примерно в то же время появилось его прозвище — «Эйфекс Твин».
В 1991 году он перебирался в Лондон и выпустил несколько синглов и альбомов под лейблом Warp Records и под несколькими псевдонимами (AFX, Polygon Window, Bradley Strider, Caustic Window, Dice Man, The Tuss, GAK, Power-Pill, Q-Chastic, Soit-P.P, Blue Calx (не путать с другим Blue Calx — Naoto Suzuki). Был одним из основателей лейбла Rephlex. В 1996 году его музыка мигрировала в сторону Электро и драм-н-бейс. В 2001 году он выпустил альбом «drukQs».
В 2002 году одна из работ Aphex Twin, альбом Selected Ambient Works Volume II, была включена в рейтинг The 25 Most Influential Ambient Albums Of All Time (25 самых влиятельных эмбиент альбомов всех времён) .
В 2005 году Aphex Twin возвращается к своему раннему периоду acid techno, выпуская серию «Analords».
В этом же году вышел в свет альбом «Acoustica: Alarm Will Sound performs Aphex Twin» американской группы Alarm Will Sound, состоящий из акустических аранжировок электронной музыки, композитором которой является Ричард.
Также в 2005 году работал с Крисом Каннингемом (Chris Cunningham) на Traffic festival в Турине. На этом бесплатном фестивале они сумели показать как хиты — клипы Come to Daddy, Mt Saint Michel, так и инновации в стиле Aphex Twin: Elephant Song с кадрами из Flex.
Ричард известен своими скандальными интервью. Его заявления порой могут быть сомнительны для публики, от чего их считают ложью. К примеру, о его собственном бронеавтомобиле Daimler Ferret Mark 3, о том, что свои первые композиции в стиле эмбиент он написал в 13 лет, о том, что все синтезаторы он сделал сам и т.д. Также у него есть страсть: размещение своих гримас и не только в различных местах, в том числе в спектрограммах своих песен. Проживает в Шотландии со своей русской женой.

## Дискография

### Как Aphex Twin

#### Студийные альбомы
- Selected Ambient Works 85–92 (1992)
- Selected Ambient Works Volume II (1994)
- …I Care Because You Do (1995)
- Richard D. James Album (1996)
- Drukqs (2001)
- Syro (2014)

#### Сборники
- Classics (1995)
- 51/13 Singles Collection (1996)
- 26 Mixes for Cash (2003)
- Music from the Merch Desk (2016—2023)

#### Синглы и EP
- Analogue Bubblebath (1991)
- Analog Bubblebath 2 (1992)
- Digeridoo (1992)
- Xylem Tube EP (1992)
- On/On Remixes (1993)
- Ventolin/Ventolin Remixes EP (1995)
- Donkey Rhubarb (1995)
- Girl/Boy EP (1996)
- Come to Daddy (1997)
- Windowlicker (1999)
- Analord (2005)
- Computer Controlled Acoustic Instruments pt2 (2015)
- Cheetah EP (2016)
- Collapse EP (2018[10]
- Peel Session 2 (2019)
- Blackbox Life Recorder 21f / in a room7 F760 (2023)
- #19  (2024)
- TH1 (evenslower)  (2024)
- #3/Rhubarb Orc. 19.53 Rev (2024)

### Как AFX
- Analogue Bubblebath 3 (1993)
- Analogue Bubblebath 3.1 (1997)
- Analogue Bubblebath 4 (1994)
- Analogue Bubblebath 5 (записан в 1995, но выпущен лишь в 2005 в малом количестве)
- Hangable Auto Bulb (1995)
- Hangable Auto Bulb 2 (1995)
- 2 Remixes By AFX (2001)
- Smojphace EP (2003)
- Mangle 11 (2003)
- Серия Analord (2005) — за исключением Analord 10 (см. выше)
- Chosen Lords (2006) (сборник из треков Analord 1-11)

### Как Bradley Strider
- Bradley’s Robot (1993)
- Bradley’s Beat (1995)

### Как Caustic Window
- Joyrex J4 (1992)
- Joyrex J5 (1992)
- Joyrex J9i (1993)
- Joyrex J9ii (1993)
- Caustic Window LP (записан в 1994, выпущен в 2014 в виде копии тестовой пластинки)
- Caustic Window Compilation (1998)

### Gak
- GAK (1994)

### Polygon Window
- Quoth (1993)
- Surfing on Sine Waves (1993, переиздано в 2001)

### Power-Pill
- Pac-Man (1992)

### Q-Chastic
- Q-Chastic EP (Записан в 1992, не выпущен по причине утери)

### В серииUniversal Indicator
- Universal Indicator: Red (1989)
- Universal Indicator: Green (1995)
- Universal Indicator: Violet (1999) (вместе с The Kosmik Kommando)

### Остальные
- Melodies From Mars (1995) — неизданный альбом Ричарда, ходивший в кругах друзей на кассетах C-90.
- Вместе со Squarepusher записал «Freeman Hardy & Willis Acid» для сборника WAP100 Warp.
- Является «Rich» из «Mike and Rich» (Expert Knob Twiddlers) («Mike» — Майкл Парадинас, также известный как µ-Ziq).
- Является автором саундтрека к короткометражному фильму «Rubber Johnny», снятому Крисом Каннингэмом.

## Звукозаписывающие студии
- Rephlex Records
- R&S Records
- Warp Records